# Camairago
Camairago – miejscowość i gmina we Włoszech, w regionie Lombardia, w prowincji Lodi.
Według danych na rok 2004 gminę zamieszkiwało 585 osób, 48,8 os./km².
1 stycznia 2018 gmina została zlikwidowana.